# Agnes Bernauer
Agnes Bernauer (* um 1410 wohl in Augsburg; † 12. Oktober 1435 bei Straubing) war die Geliebte und vielleicht auch erste Ehefrau Albrechts, des Thronfolgers und späteren Herzogs von  Bayern. Durch diese nicht standesgemäße Verbindung geriet er in Konflikt mit seinem Vater Herzog Ernst von Bayern-München, der Agnes 1435 in der Donau ertränken ließ. Albrecht versöhnte sich wenig später wieder mit seinem Vater und heiratete 1436 Anna von Braunschweig-Grubenhagen.
Leben und Sterben der Agnes Bernauer wurden in zahlreichen literarischen Werken verarbeitet. Zu den bekanntesten zählen Friedrich Hebbels Trauerspiel Agnes Bernauer und Die Bernauerin von Carl Orff. Alle vier Jahre finden in Straubing Agnes-Bernauer-Festspiele statt, bei denen die Geschichte von Laienschauspielern in Szene gesetzt wird.

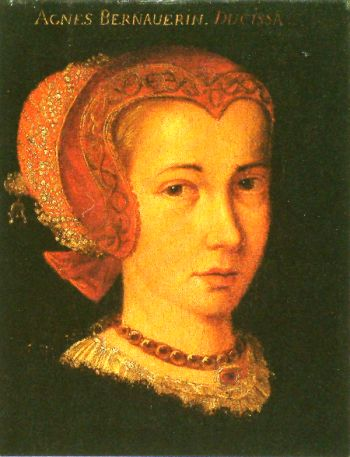
Agnes Bernauer (Gemälde eines unbekannten Augsburger Malers des 18. Jahrhunderts nach einer Vorlage aus dem 16. Jahrhundert)

## Leben

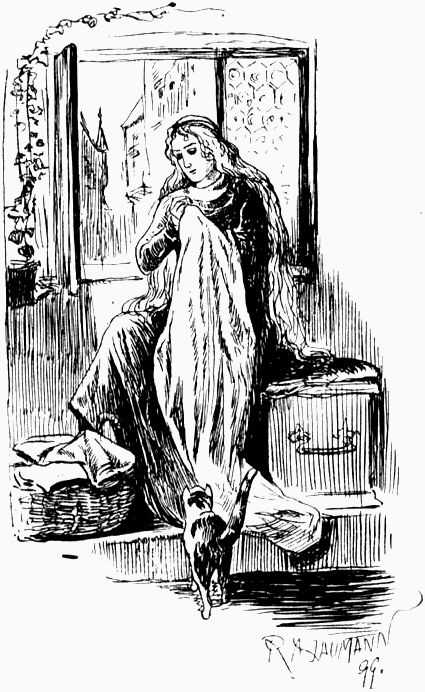
Agnes Bernauer in Augsburg, Illustration von Rudolf Alfred Jaumann für Arthur Achleitner, Bayern wie es war und ist

Agnes Bernauer wurde wohl um 1410 geboren; über ihre Kindheit und Jugend ist nichts bekannt. Sie gilt traditionell als Tochter des Augsburger Baders Kaspar Bernauer, dessen Existenz jedoch bisher nicht nachgewiesen werden konnte. Da der bayerische Herzogssohn Albrecht III. im Februar 1428 in Augsburg an einem Turnier teilnahm, wird oft angenommen, dass er Agnes bei dieser Gelegenheit kennenlernte und kurz darauf zu sich nach München holte. In einer auf 1428 datierten Münchner Steuerliste wird bereits eine pernawin als Mitglied seines Hofstaats genannt, bei der es sich wahrscheinlich um Agnes Bernauer handelt.
Spätestens im Sommer 1432 war Agnes Bernauer eine feste Größe am Münchner Hof. Sie betrieb die Festnahme des Raubritters Münnhauser, der in die Alte Veste geflohen war, und erregte durch ihr selbstbewusstes Auftreten den Zorn der Pfalzgräfin Beatrix, der Schwester Albrechts. Möglicherweise waren Agnes und Albrecht zu diesem Zeitpunkt bereits verheiratet, konkrete Beweise für eine Eheschließung existieren allerdings nicht. Albrechts häufige Aufenthalte auf Schloss Blutenburg seit Anfang 1433 und der Verkauf zweier in der Nähe gelegener Höfe an Agnes im Januar dieses Jahres lassen vermuten, dass das Paar zusammen dort lebte. Belege für gemeinsame Aufenthalte in Albrechts Grafschaft Vohburg fehlen, auch Nachkommen sind nicht bekannt.
Herzog Ernst, Albrechts Vater, konnte die Gefährdung der Erbfolge durch die unstandesgemäße Verbindung seines einzigen Sohnes offensichtlich nicht akzeptieren. Während Albrecht auf einer Jagdveranstaltung seines Verwandten Heinrich von Bayern-Landshut weilte, ließ der alte Herzog Agnes verhaften und am 12. Oktober 1435 bei Straubing in der Donau ertränken. Albrecht begab sich zunächst zu Herzog Ludwig nach Ingolstadt, versöhnte sich aber nach einigen Monaten wieder mit seinem Vater und heiratete im November 1436 Anna von Braunschweig-Grubenhagen. Zu der befürchteten militärischen Auseinandersetzung zwischen Vater und Sohn kam es nicht, vielleicht wirkte Kaiser Sigismund mäßigend auf Albrecht ein.

## Andenken

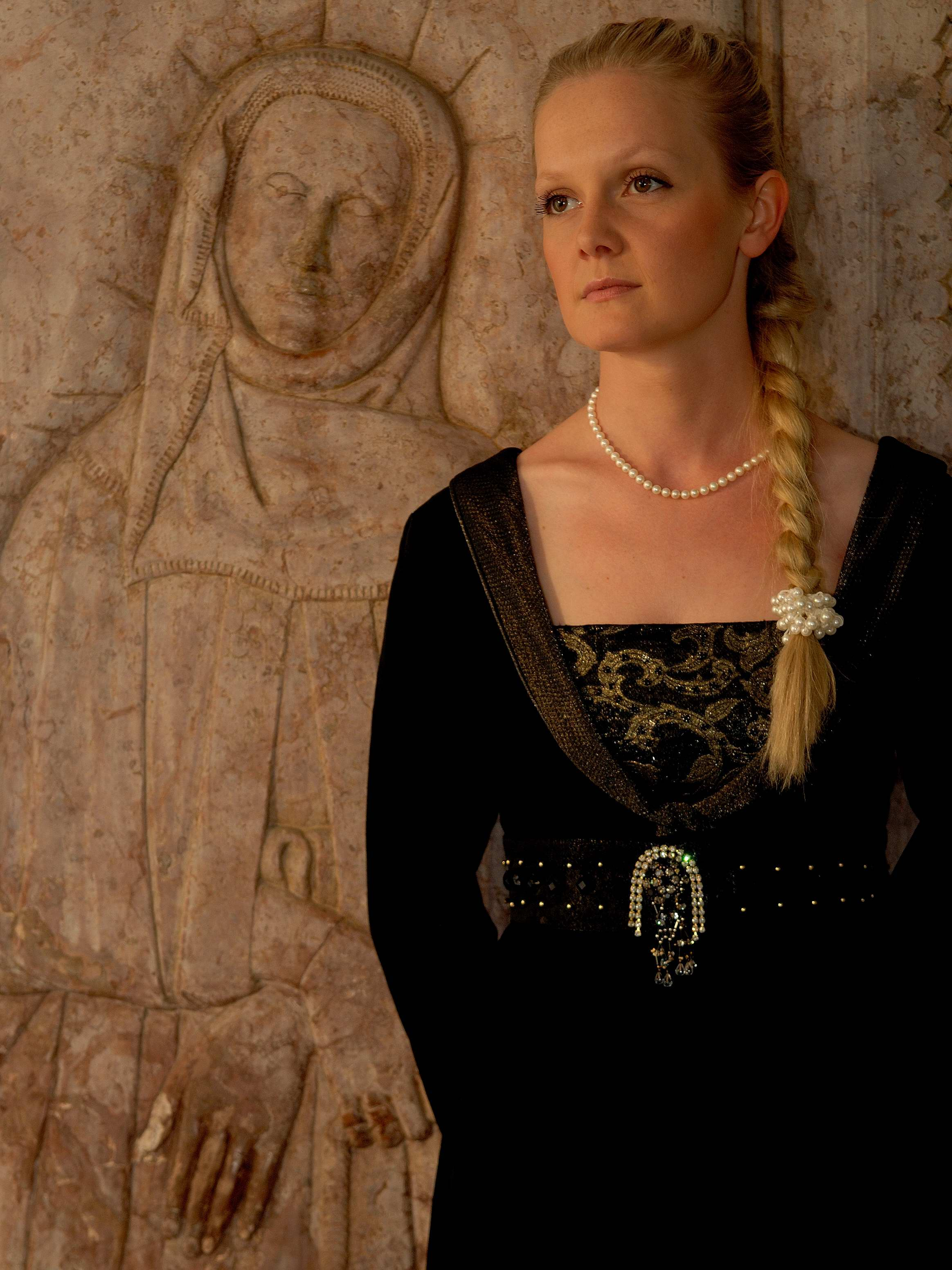
Grabstein in der Agnes-Bernauer-Kapelle mit Agnes-Darstellerin der Straubinger Festspiele von 2007

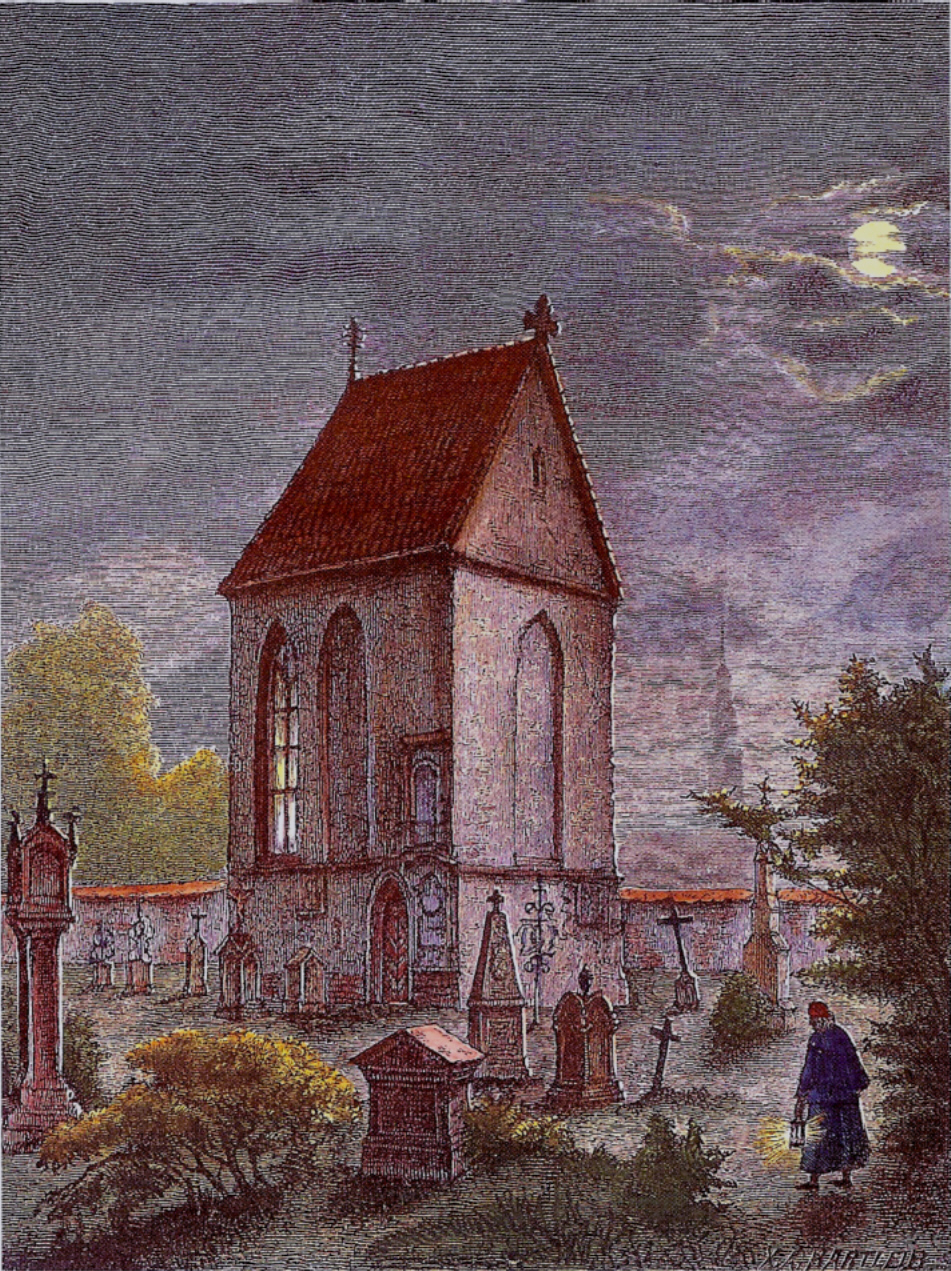
Kolorierter Holzstich der Agnes-Bernauer-Kapelle (aus Johann Sporschils Geschichte der Deutschen, 1850)

Albrecht stiftete Agnes Bernauer noch im Dezember 1435 eine ewige Messe und einen Jahrtag im Straubinger Karmelitenkloster. 1447 erweiterte er diese Stiftung zu Ehren der „ersamen frauen Agnesen der Pernauerin“ noch einmal. Sein Vater hatte bereits 1436, wohl um ihn zu besänftigen, im Friedhof von St. Peter zu Straubing eine Agnes-Bernauer-Kapelle errichten lassen. Ob Agnes, wie von ihr selbst gewünscht, im Kreuzgang des Karmelitenklosters bestattet wurde oder Albrecht die Überführung der Gebeine in die ihr gewidmete Kapelle veranlasste, ist ungewiss. In den Boden der Kapelle wurde jedenfalls ein Grabstein aus rotem Marmor eingelassen, auf dem Agnes Bernauer nahezu in Lebensgröße dargestellt ist. Das Relief zeigt die Verstorbene mit dem Kopf auf einem großen Kissen liegend. Mit der rechten, von zwei Ringen geschmückten Hand hält sie einen Rosenkranz, zwei kleine Hunde zu ihren Füßen sollen ihr den Weg ins Jenseits weisen. Wohl aufgrund eines Versehens ist auf dem Stein der 12. Oktober 1436 als ihr Todestag angegeben.
Aus den folgenden drei Jahrhunderten gibt es nur spärliche Nachrichten über die Gedenkstiftungen für Agnes Bernauer. 1508 war ein Johannes Haberlander als Kaplan für die Bernauer-Kapelle zuständig. Für deren Instandhaltung und die tägliche Lesung der Messe erhielt er aus der Kasse des Herzogs 17 Pfund Regensburger Pfennige. Bis 1526 war sein Amt an Leonhard Plattner übergegangen, der für seine Tätigkeit 48 Gulden und 4 Schilling Wiener Pfennige erhielt. Wie lang diese Kaplansstelle aufrechterhalten wurde, ist unklar. Bekannt ist nur, dass der Kirchenverwalter Franz von Paula Romayr den Grabstein 1785 mit Genehmigung des bayerischen Kurfürsten Karl Theodor an der Wand der Kapelle anbringen ließ, um ihn vor weiterer Beschädigung „durch verwüstende Menschentritte“ zu schützen. Das Grab selbst konnte bei der Umbettung des Decksteins nicht gefunden werden.
Die Agnes-Bernauer-Kapelle entwickelte sich dennoch zu Beginn des 19. Jahrhunderts zum Touristenziel. Die Bayerische National-Zeitung sah in ihr sogar den einzigen Grund dafür, in Straubing Halt zu machen. Die Einheimischen gaben den Besuchern bereitwillig, aber nicht immer ganz zuverlässig Auskunft. Ein besorgter Leser schrieb 1813 an das Königlich-Bairische Intelligenzblatt, der Mesner habe ihm mitgeteilt, dass österreichische Truppen die Gebeine der Bernauerin mitgenommen hätten. Als der Dichter August von Platen den Grabstein 1822 in Augenschein nahm, erfuhr er von der Mesnerin, dass Agnes und Albrecht nach ihrer Geburt vertauscht worden und somit in Wirklichkeit Herzogstochter und Baderssohn gewesen seien. Ein Buch, das diese Vertauschung belege, hätten allerdings französische Soldaten mitgenommen. Der englische Dramatiker James Planché verließ sich bei seinem Besuch in Straubing 1827 lieber auf das Handbuch für Reisende auf der Donau von Joseph August Schultes.
Nachdem die Grabungen in der Kapelle bei St. Peter keine Ergebnisse zu Tage gefördert hatten, ließ Bernauer-Biograph Felix Joseph Lipowsky 1807 im Karmelitenkloster nach dem Grab Agnes Bernauers suchen. Er hatte im Archiv des Klosters eine Notiz entdeckt, der zufolge es sich in der ehemaligen Nikolauskapelle der Klosterkirche befand. Die unter der nach 1692 zur Sakristei umgebauten Kapelle vermutete Gruft war jedoch verschüttet und Lipowsky konnte nur mutmaßen, dass die Gebeine im Zuge des Umbaus umgebettet worden waren. Trotz weiterer Untersuchungen bleibt das Grab bis heute unentdeckt. Der bayerische König Ludwig I., der selbst 1812 als Kronprinz die Agnes-Bernauer-Kapelle besucht hatte und später der Bernauerin ein Gedicht widmete, sorgte 1831 dafür, dass zumindest die Messen für Agnes und Albrecht in der Karmelitenkirche wieder gefeiert wurden. Seit 1922 wird aus finanziellen Gründen nur noch ein Jahrtag gefeiert, für den der Freistaat Bayern aufkommt. Für 2006 betrugen die Zahlungen 7,67 Euro.

### Herzogsurkunden
Unter den zeitgenössischen Quellen zu Agnes Bernauer sind zunächst einmal die in deutscher Sprache geführten Korrespondenzen der Herzöge Albrecht, Ernst und Heinrich zu nennen. Ein Hinweis Ernsts an seinen erkrankten Sohn, er solle sich vor Frauen hüten, vom September 1433 wird meist auf die Bernauerin bezogen. Wahrscheinlich war Agnes auch eines der Themen, über die Ernst mit Albrecht im Mai 1435 sprechen wollte. Am 6. Oktober lud Heinrich von Bayern-Landshut Albrecht zur Jagd ein. Dieser nahm die Einladung trotz einer bevorstehenden Gedenkfeier für seinen kurz zuvor verstorbenen Onkel Wilhelm an und war somit am 12. Oktober, dem Tag der Hinrichtung, nicht in Straubing. Eine Notiz auf Heinrichs Schreiben legt nahe, dass noch weitere Briefe existierten, die aber auf Anweisung eines der Herzöge aus dem Archiv entfernt wurden.

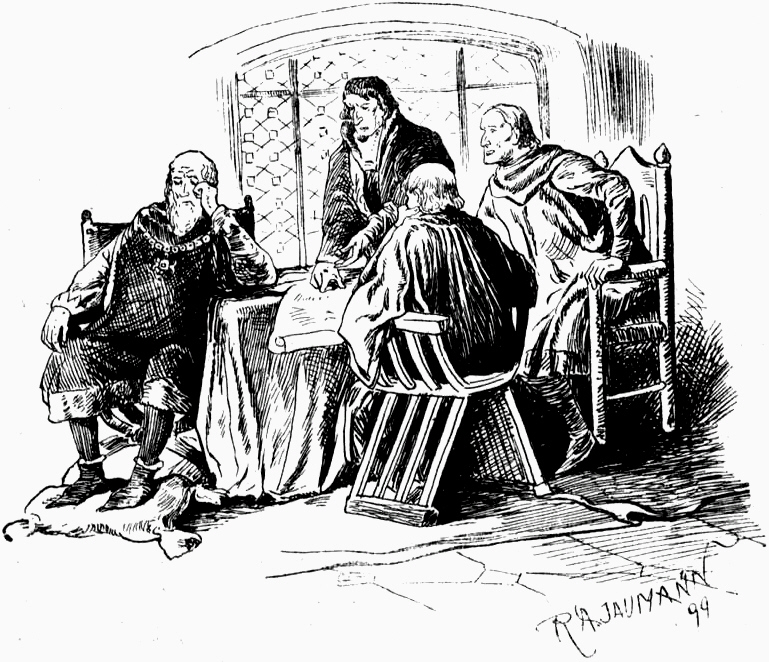
Herzog Ernst mit seinen Räten Aichstätter, Gundelfingen und Notthafft (Illustration von R. A. Jaumann, 1899)

Ernsts offizielle Begründung für die Hinrichtung der Bernauerin ist den Anweisungen zu entnehmen, mit denen er seinen Vertrauten Friedrich Aichstetter am 28. Oktober 1435 zu Kaiser Sigismund schickte. Agnes Bernauer sei ein „böses Weib“ und sein Sohn ihretwegen schon seit drei oder vier Jahren bedrückt gewesen. Ernst habe schließlich Angst um Albrechts Leben bekommen, zumal ihm zu Ohren gekommen sei, dass Agnes ihn selbst und seinen jungen Neffen Adolf, den Sohn seines Bruders Wilhelm, ermorden wolle. Nachdem kein Ende der Bedrohung seiner Familie durch diese Frau abzusehen gewesen sei, habe er sie ertränken lassen. Leider habe nun aber Ludwig von Bayern-Ingolstadt, den der Kaiser bereits als Unruhestifter kenne, Ernsts Sohn an seinen Hof gezogen. Sigismund solle Albrecht empfehlen, zu seinem Vater zurückzukehren und dessen Anweisungen Folge zu leisten. Ernst habe seinem Sohn, dessen Beziehung zu Agnes Bernauer den Ruf der bayerischen Fürsten im Ausland beschädigt habe, schließlich nur helfen wollen.
Wie der Kaiser, in dessen Familie sich einige Jahre zuvor mit Veronika Deseniška, der zweiten Frau seines Schwagers Friedrich von Cilli, bereits einmal ein ähnlicher Vorfall ereignet hatte, auf diese Anfrage reagierte, ist nicht bekannt. Ernst und Albrecht versöhnten sich jedenfalls bald wieder. Auf der Stiftungsurkunde vom 12. Dezember 1435 ließ der Vater ausdrücklich vermerken, dass die Stiftung auch in seinem Sinne und mit seinem Wissen geschehen sei. Sein Cousin Heinrich zeigte sich in einem Brief an Ernst über diese Entwicklung erfreut, musste aber bald erfahren, dass Albrecht ihm selbst die „geschicht wegen der Pernawerin“ immer noch übelnahm. Das Verhältnis zwischen Albrecht und Ernst besserte sich unterdessen zusehends: Im Januar 1436 bat der alte Herzog seinen Sohn, doch länger in München zu bleiben, um mit ihm auf die Jagd zu gehen, und als Ernst im April schwer erkrankte, zeigte sich Albrecht ehrlich besorgt. Nach seiner Genesung stiftete Ernst die Agnes-Bernauer-Kapelle bei St. Peter mitsamt einem Jahrtag und einer ewigen Messe, den Ausbau der Stiftung bei den Karmeliten durch Albrecht am Agnestag 1447 erlebte er aber nicht mehr.

### Kammerrechnungen
Die früheste bekannte Nachricht über Agnes Bernauer entstammt allerdings nicht den Herzogsurkunden, sondern einer Münchner Steuerliste von 1428. Von der Sondersteuer zur Finanzierung der Hussitenkriege war auch Albrechts Gesinde nicht ausgenommen, zu dem Agnes zu diesem Zeitpunkt offenbar bereits gehörte. Für die folgenden Jahre stellen die Kammerrechnungen des Münchner Stadtschreibers Hans Rosenbusch die wichtigste Quelle dar. Rosenbusch, der als Repräsentant des standesbewussten Patriziats Agnes Bernauer kritisch gegenüberstand, überliefert die Episode mit dem Raubritter Münnhauser und den Zorn der Pfalzgräfin Beatrix über die Bernauerin. Aus den Kammerrechnungen ist auch die Verhaftung zweier Frauen bekannt, die anscheinend im März 1434 bei den Neubürgern der Stadt Stimmung für Agnes machten.
Als Beatrix im Dezember 1434 wieder in München weilte, beklagte sie sich Rosenbusch zufolge, dass ihr Bruder Albrecht nicht wie sein Onkel Wilhelm „eine schöne Frau“ hatte. Mitte Oktober 1435 ließ sich der spätere Stadtkämmerer Karl Ligsalz seine Reisekosten erstatten. Er war mit Ernst zu einem Treffen der Fürsten und Herren nach Kelheim gereist, auf dem von Ludwig von Ingolstadt und von der Bernauerin die Rede gewesen war. Welcher der anderen Herzöge ebenfalls zugegen war, ist umstritten. Der Historiker Sigmund Riezler ging angesichts des schlechten Verhältnisses zwischen Albrecht und Heinrich nach Agnes Bernauers Tod davon aus, dass Herzog Ernst in Kelheim Heinrich von Landshut über die geplante Hinrichtung informiert und die von diesem vorgeschlagene gemeinsame Jagd nur ein Vorwand war, um Albrecht lang genug von Straubing fernzuhalten.
Heinrichs Rolle wird sich wohl nicht endgültig klären lassen. Dagegen fiel die Reaktion des Münchner Stadtschreibers auf den Tod der Bernauerin umso eindeutiger aus: Am 22. Oktober berichtete er, man habe „die Bernauerin gen Himmel gefertigt“, und ließ die Nachricht von ihrem „Untergang in der Donau“ weitergeben. Sechs Tage später finanzierte er den Münchner Patriziern Peter Rudolf und Lorenz Schrenck die Reise zu Albrecht, der in Vohburg oder Ingolstadt vermutet wurde. Sie sollten ihn zur Rückkehr zu seinem Vater auffordern. Am 10. Dezember teilte Ernsts Kammerknecht einem zweifelnden Hans Rosenbusch mit, Ernst und Albrecht hätten sich versöhnt. Kurz vor Weihnachten ließen die Münchner sogar Kerzen anzünden, um Gott um Albrechts Unterwerfung zu bitten. Die 32.000 Ave Maria, die zu Ostern 1436 dem Land Bayern Frieden bringen sollten, waren aber wahrscheinlich schon durch neuerliche Auseinandersetzungen mit Ludwig von Ingolstadt motiviert. Eine Aufzählung der Geschenke zur Hochzeit zwischen Herzog Albrecht und Anna von Braunschweig im November 1436 verband der Stadtschreiber schließlich mit einer letzten Spitze gegen Agnes Bernauer: Alle sollten froh sein, „dass wir nicht wieder eine Bernauerin gewonnen haben“.

### Kaufurkunde von Aubing
Der Vorname Agnes wurde erstmals in der Kaufurkunde aus der Pfarrei Aubing vom 7. Januar 1433 genannt. Die Vertragspartner waren der Pfarrer von Aubing, die Pröpste der Ulrichskirche in Laim und die „ehrsame Jungfrau Agnes die Bernauerin“. Agnes kaufte für 25 Pfund Münchner Pfennige eine Hube und ein Gehöft in Untermenzing. Woher sie das Geld hatte, wurde nicht mitgeteilt, und auch Albrecht wurde in der Urkunde nicht erwähnt. Dass Agnes als Jungfrau bezeichnet wurde, spricht dafür, dass sie zumindest zu diesem Zeitpunkt nicht mit Albrecht verheiratet war. Finanziert wurde der Kauf wahrscheinlich dennoch von Albrecht, der sie wohl finanziell absichern wollte. Er hielt sich zwischen 1433 und 1435 mehrfach in dieser Gegend auf und ließ auch die nahe Blutenburg ausbauen. Berücksichtigt man noch die auf den 25. Januar 1434 datierte Nachricht, dass der Hofmeister zu Menzing der Bernauerin fünf rheinische Gulden übergeben solle, liegt die Vermutung nahe, dass Agnes und Albrecht längere Zeit zusammen dort lebten.

### Berichte von Zeitzeugen

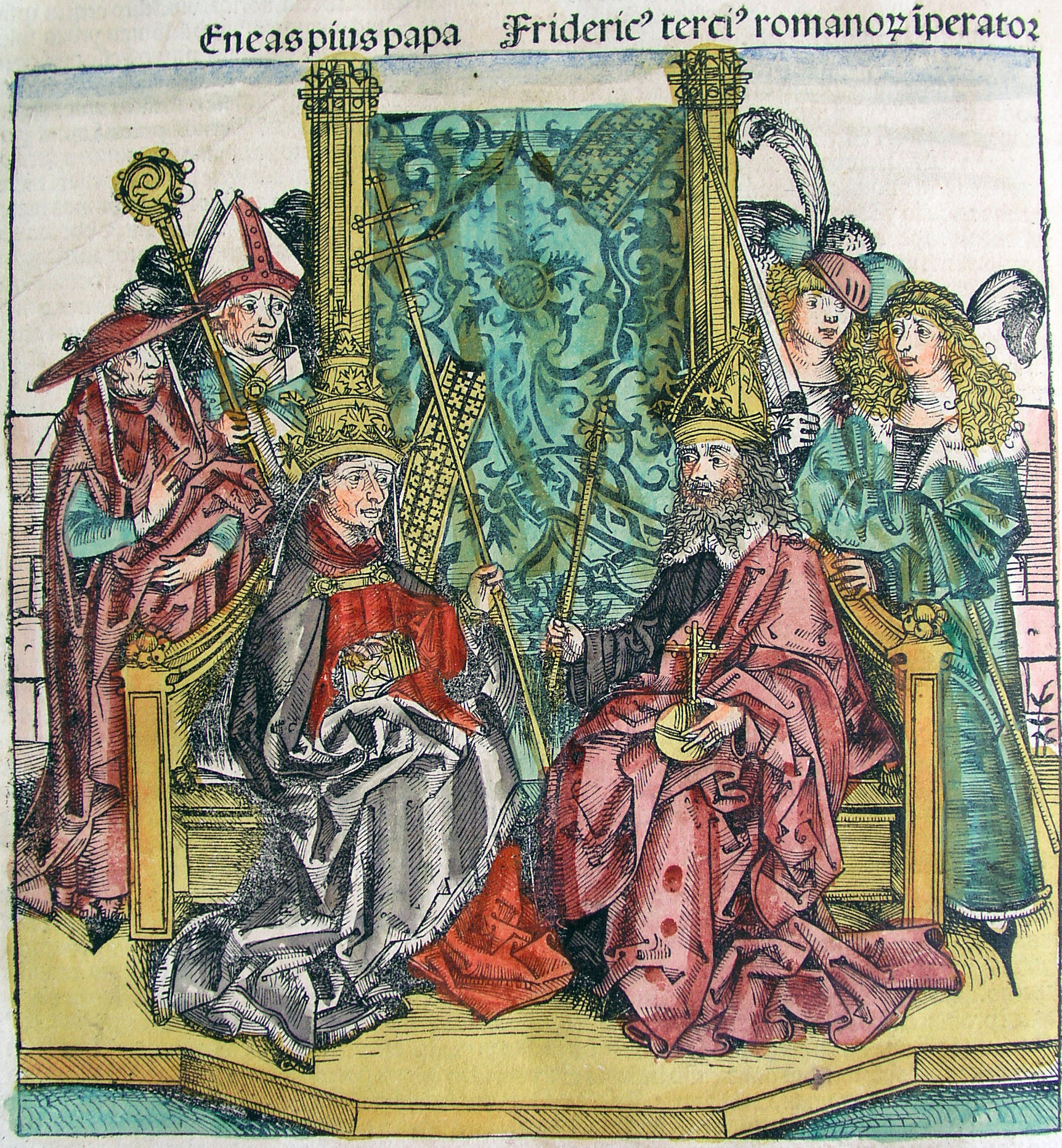
Piccolomini als Papst Pius II. (zusammen mit Kaiser Friedrich III. in der Schedel’schen Weltchronik)

Der erste Geschichtsschreiber, der Herzog Albrecht und die Bernauerin erwähnte, war ihr Zeitgenosse Andreas von Regensburg in seiner auf Anregung Herzog Ludwigs verfassten Chronica de principibus terrae Bavarorum. Bei dem Andreas zufolge am 23. November 1434 bei einem Turnier in Regensburg wegen seiner Geliebten angegriffenen Fürsten dürfte es sich um Albrecht handeln, zumindest ist in im Jahre 1469 eingefügten Zusätzen und in ausführlicheren Berichten späterer Chronisten von ihm die Rede. Andreas’ Darstellung ihrer Hinrichtung ist die Grundlage fast aller späteren Berichte über Agnes Bernauer. Er schrieb, am 12. Oktober 1435 sei auf Befehl Herzog Ernsts die schöne Geliebte seines Sohnes Albrecht, die Tochter eines Augsburger Baders, von der Straubinger Donaubrücke gestürzt worden. Sie habe noch versucht, ans Ufer zu schwimmen, sei aber vom Henker mit einer Stange wieder unter Wasser gedrückt worden. Der daraus erwachsende Konflikt zwischen Vater und Sohn sei schließlich durch die Stiftung einer Kapelle und einer ewigen Messe am Grab der Bernauerin bei St. Peter beigelegt worden.
Aus der Feder späterer Autoren stammen nur einige wenige Details, die sich nicht schon bei Andreas von Regensburg finden. So erwähnte er weder den allerdings urkundlich und inschriftlich bezeugten Vornamen der Bernauerin noch den Namen ihres Vaters. Auch ihre Haarfarbe nannte er nicht. In der Frage, ob Albrecht mit ihr verheiratet war, legte sich Andreas nicht fest. Anders der zweite Zeitzeuge, der spätere Papst Enea Silvio de’ Piccolomini, der wohl auf dem Konzil von Basel (1431–1449) von der Geschichte erfahren hatte. Piccolomini meinte, Albrecht habe Agnes nur versprochen, sie zur Frau zu nehmen, dieses Versprechen aber nicht eingelöst. Die stolze Agnes habe sich wegen der Liebe des jungen Herzogs zu ihr für besser gehalten als ihre Eltern und sei bei Straubing in der Donau ertränkt worden, als dessen Vater Ernst erkannt habe, dass Albrecht ihretwegen keine Adlige heiraten wolle. Ihren Herkunftsort und ihren Namen ließ Piccolomini unerwähnt, vielleicht waren sie ihm nicht bekannt. Er bezeichnete sie lediglich „das Mädchen eines Badewärters“, ohne weiter ins Detail zu gehen.

## Rezeption
„Es ist das klagwürdige Schicksal der Agnes Bernauer von Augsburg ein Gegenstand würdig dramatischer Behandlung oder einer Novelle.“

### Chronisten bis Johannes Aventinus
Die ersten Autoren, die sich nach Andreas von Regensburg und Enea Silvio de’ Piccolomini mit der Bernauerin befassten, waren die bayerischen und schwäbischen Chronisten des ausgehenden Mittelalters und der frühen Neuzeit. Ihre Berichte fielen oft recht knapp aus und wichen in einigen Details von Andreas’ Ausführungen ab. So datierte der Augsburger Johannes Frank die Hinrichtung von „Engel Bernauerin“ – „Engel“ ist hier eine Koseform des Vornamens Agnes – um 1467 auf den 13. Oktober 1434, während ein anonymer Mitbürger Franks wenig später angab, ihr Vater sei „Leichtlin, ain barbierer“ gewesen. Der bayerische Hofchronist Ulrich Füetrer ging um 1480 nicht näher auf Agnes Bernauer ein und sprach nur allgemein von Albrechts Vorliebe für die „zarten frawen“, sein Kollege Hans Ebran von Wildenberg wusste dagegen zehn Jahre später zu berichten, dass sie „ein schlafweib“ des jungen Herzogs gewesen sei. Dessen Vater Ernst habe ihr angeboten, stattdessen jemand anderen zu heiraten. Als sich die bürgerliche Agnes jedoch ein Mitglied der mächtigen Adelsfamilie der Degenberger als Ehemann gewünscht habe, sei er über diesen Wunsch so in Wut geraten, dass er sie habe ertränken lassen.
Veit Arnpeck, der etwa zur selben Zeit wie Ebran von Wildenberg schrieb, kannte Ernsts Eheangebot anscheinend nicht, schrieb aber, der alte Herzog habe Agnes’ Hinrichtung, die am 12. Oktober 1436 stattgefunden habe, bald sehr bereut und sie sei auch wie eine Fürstin „mit ainem schönen stain“ begraben worden. Zu Lebzeiten sei Agnes Bernauer so schön gewesen, dass von außen zu sehen gewesen sei, wie der Rotwein ihren Hals hinab geflossen sei. Ausführlich und mit korrekter Datumsangabe beschrieb die Hinrichtung um 1500 ein anonymer Regensburger Chronist, sein Bericht entspricht allerdings fast wörtlich dem des Andreas von Regensburg, den er offensichtlich zur Verfügung hatte. Knapper, aber in eigenen Worten stellte die Chronik des Augsburgers Hektor Mülich den Fall dar: Herzog Ernst habe „Engla Bernauerin“ am 12. Oktober 1435 in Straubing ertränken lassen, weil sein Sohn sie geliebt, ihr eine fürstliche Hofhaltung verschafft und sie vielleicht – „fil leut“ seien dieser Ansicht – sogar zur Ehe genommen habe.
Auf nicht näher bezeichnete Informanten verließ sich auch der Ebersberger Mönch Vitus, als er um 1505 angab, Albrecht habe Agnes das Straubinger Herzogsschloss als Wohnung überlassen. Angelus Rumpler stützte sich dagegen für seine ebenfalls um 1505 entstandenen Calamitates Bavariae auf die Darstellung Piccolominis, den er kurz Aeneas nannte. Fantasievoller zeigte sich einige Jahre später der Geschichtsschreiber Ladislaus Sunthaym in seiner Familia Ducum Bavariae, der wissen wollte, dass Agnes aus Biberach gestammt habe, sehr feinfühlig gewesen sei, eine wohlgeformte Figur besessen habe und ihr goldenes Haar lang getragen habe. Ernst habe sie hinrichten lassen, weil sie Albrecht wiederholt als ihren Ehemann bezeichnet und niemand anderen heiraten gewollt habe. Harsche Kritik an der Vorgehensweise des alten Herzogs äußerte erstmals 1514 der Abt Johannes Trithemius. Er nannte die Hinrichtung „eine Tat, unwürdig eines christlichen Fürsten“. Trithemius konnte darin, dass sich Ernsts Sohn in ein „Mädchen vom Land“ verliebt hatte, kein Verbrechen erkennen, Albrecht sei nicht der erste Fürst gewesen und werde auch nicht der letzte sein, der mehr Wert auf Schönheit als auf Herkunft lege.

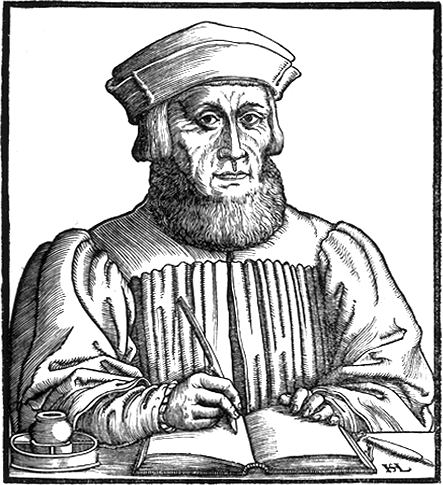
Johannes Aventinus (Druck von Hans Sebald Lautensack aus einer Ausgabe von 1554)

Auf eine moralische Wertung der Ereignisse, nicht aber auf einen Hinweis auf das gute Aussehen der Bernauerin verzichtete der Augsburger Stadtschreiber Konrad Peutinger in seiner um 1515 verfassten Chronica von vil namhafftigen Geschichten. Ihm zufolge habe die schöne Tochter des Augsburger Barbiers Leichtlin angeboten, in ein Kloster zu gehen, sei aber trotzdem ertränkt worden. Peutinger scheint Mitleid mit ihr empfunden zu haben; er schloss mit der Bitte, Gott solle ihr gnädig sein. Einen ganz anderen Ansatz wählte 1521 Johannes Aventinus: Er verknüpfte die traurige Geschichte der Agnes Bernauer mit einer von ihm als lustig empfundenen Geschichte von sechs (in einer späteren Fassung fünf) Mönchen, die mitsamt ihrer Rechenstube in den Inn stürzten und schließlich von Fischern gerettet wurden. Auf die glückliche Rettung der Mönche folgte Aventins Darstellung des Untergangs der Bernauerin, die zum ersten Mal auch den später oft dargestellten Prozess vor dem herzoglichen Gericht umfasste. Ernst habe, nachdem sein Sohn seine Geliebte öffentlich zu heiraten versprochen und diese sich als Herzogin von Bayern zu zeigen geplant habe, alle ratsfähigen Männer zusammengerufen und Agnes’ Festnahme erwirkt. Als sie sich vor Gericht „allzu dreist mit weiblicher Unbesonnenheit“ verteidigt habe, sei sie in einen Sack genäht und in der Donau ertränkt worden.

### Chronisten nach Johannes Aventinus
Wiederum etwas anders schilderte der Augsburger Benediktiner Clemens Sender um 1536 den Tod Agnes Bernauers. Ernsts Henker habe ihr angeboten, sie sei frei, wenn sie nur bekenne, dass Albrecht nicht ihr Mann sei, und sie erst ins Wasser geworfen, als sie geantwortet habe, sie sei Albrechts Frau. Als sie auch noch gelebt habe, als sie zum dritten Mal aus dem Wasser gezogen worden sei, habe der Henker sie mit einer langen Stange auf den Grund des Flusses gedrückt, wodurch sie ertrunken sei. Der aus Augsburg stammende Gelehrte Hieronymus Ziegler legte den Schwerpunkt seiner Darstellung, für die er auf mehrere Quellen zurückgriff, dagegen weniger auf die Hinrichtung selbst als auf die Hintergründe und die Folgen der Tat. Die Charakterisierung der handelnden Personen und die Gerichtsszene entnahm er weitgehend Aventins Chronik, in seiner Beschreibung der Hinrichtung paraphrasierte er Andreas von Regensburg und für die Bewertung konsultierte er nach eigenen Angaben Enea Silvio de’ Piccolomini, kam aber zu einem anderen Ergebnis als dieser. Wie Trithemius, dessen Werk er wohl ebenfalls kannte, nannte Ziegler die Ermordung der Bernauerin „unwürdig“ und sah darin eine Bestätigung der These „Recht ist der Vorteil der Mächtigen“.
Der Regensburger Chronist Lorenz Hochwart betrieb ein weniger umfangreiches Literaturstudium als Ziegler und verließ sich vor allem auf die Angaben bei Andreas von Regensburg, die er lediglich um die Namen weiterer Teilnehmer beim Regensburger Turnier von 1434 und die Haarfarbe Agnes Bernauers ergänzte. Sein Augsburger Kollege Achilles Pirmin Gasser ließ sie wie Aventin in einen Sack eingenäht sterben und meinte, sie sei im Volk Angela genannt worden. Eine um 1580 zusammengestellte Genealogia Ducum Bavariae gab an, Agnes sei „so in Poshayt verhartet“ gewesen, dass sie „selbst Herzogin zu seyn angab“ und Herzog Ernst nicht als „iren Richter und Herrn“ anzuerkennen bereit gewesen sei, worauf der Herzog sie habe „ersauffen“ lassen. Einige Jahre später nahm sich schließlich auch ein Straubinger Autor der Ereignisse an. Georg Sigersreiter teilte den Lesern seiner Antiquitates Straubingenses 1584 in Versform mit, dass Agnes am 12. Oktober 1436 ihr Leben beendet habe, weil sie im Auftrag des edlen Herzogs Ernst als Ehebrecherin ertränkt worden sei.
Während sich die meisten Autoren des ausgehenden 16. und beginnenden 17. Jahrhunderts bei der Darstellung des Falles Bernauer in den gewohnten Bahnen bewegten, bot die Gottfried’sche Chronik noch einmal einen ganz neuen Deutungsansatz: Bei der Hinrichtung der Bernauerin habe es sich schlicht um „einen zimlichen Bayerischen Exzeß“ gehandelt. Ernst habe „gut Bayerisch gehandelt“, aber dadurch den Zorn seines Sohnes auf sich gezogen. Der Autor der Chronik hielt die später erfolgte Stiftung von Kapelle und ewiger Messe für überflüssig und schloss mit den Worten „wann das Kalb ertrunken ist, so macht man den Brunnen zu“. Durchdachter als bei Gottfried wirkt die Argumentation in den 1662 unter dem Namen des bayerischen Kanzlers Johann Adlzreiter von Tettenweis veröffentlichten Annales Boicae gentis des Jesuiten Johannes Vervaux. Vervaux räumte nach einer ausführlichen Darstellung der Ereignisse zwar ein, dass Ernsts Vorgehen einigen als hart erschienen sei – namentlich nannte er Trithemius –, der alte Herzog habe aber wie schon Moses (Num 25,4 ) ein Exempel gegen die Unzucht statuieren müssen. Dass er nur Agnes, nicht aber den ebenso schuldigen Albrecht bestraft habe, sei vor allem deshalb angemessen gewesen, weil dieser seine einzige Hoffnung auf legitime Nachkommen gewesen sei.

### Dichter und Dramatiker des 16.–18. Jahrhunderts

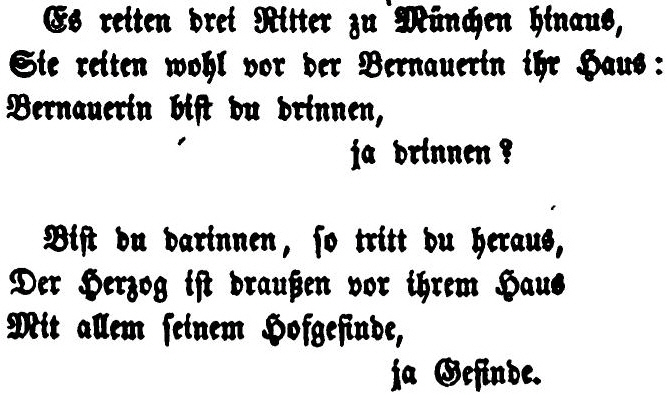
Beginn des Liedes von der schönen Bernauerin (aus Schöppners Sagenbuch der Bayerischen Lande von 1874)

Im 16. und 17. Jahrhundert haben zwar zahlreiche Chronisten Agnes Bernauer einer Erwähnung für würdig befunden, dichterische Bearbeitungen des Bernauerstoffs aus dieser Zeit sind jedoch recht selten. Ladislaus Sunthaym zufolge wurde um 1510 ein „schönes Lied“ über die Bernauerin gesungen, dessen Wortlaut jedoch nicht überliefert ist. Vielleicht handelte es sich dabei bereits um das noch heute bekannte Lied von der schönen Bernauerin, das jedoch erst im 18. Jahrhundert sicher nachgewiesen ist (vgl. Bernauerin (Volksballade)). Gesichert sind lediglich ein Meisterlied von Hans Sachs aus dem Jahr 1546 mit dem Titel Die ertrenkt Jungfrau sowie eine bairische Bearbeitung dieses Meisterliedes, die 1604 in Danzig von einem gewissen Jörg Wallner, vielleicht einem Kürschner aus Burghausen, aufgezeichnet wurde. Sachs und Wallner, der Agnes in seinem Lied als Kürschnerstochter bezeichnete, verwendeten darin zur Veranschaulichung ihrer Schönheit Arnpecks Bild vom Rotwein, den man von außen die Kehle hinabfließen sieht.
Der erste Autor, der mit einer Bernauer-Dichtung ein größeres Publikum erreichte, war wohl der schlesische Lyriker Christian Hoffmann von Hoffmannswaldau, der in seinen 1680 postum veröffentlichten Helden-Briefen die Liebe Zwischen Hertzog Ungenand und Agnes Bernin als Briefwechsel darstellte. Auf eine in Prosa gehaltene Einführung, die sich inhaltlich an Aventin orientierte, aber auf genaue Orts- oder Zeitangaben verzichtete, folgten in Versform ein aus dem Kerker geschmuggelter Brief Agnes’ und die Antwort des „Hertzogs Ungenand“. Darin versprach Ungenand seiner todgeweihten Geliebten: „Man kan zwar meinen Leib von deiner Seele treiben / Doch mein Gemüthe nicht / so dich auch ewig liebt.“ Obwohl Hoffmann von Hoffmannswaldaus Werk großen Einfluss auf spätere Dichter ausübte, gelang es seinem Helden-Brief anscheinend nicht, andere Autoren für das Thema zu begeistern. Erst fast ein Jahrhundert später wurde es von dem Augsburger Patrizier Paul von Stetten, dem Sohn des gleichnamigen Stadtgeschichtsschreibers, in seiner Verserzählung Siegfried und Agnes wieder aufgegriffen.
Dem 1781 in Mannheim uraufgeführten Trauerspiel Agnes Bernauerin von Joseph August von Toerring blieb es vorbehalten, um die Wende vom 18. zum 19. Jahrhundert eine regelrechte Schwemme an Dramatisierungen des Bernauerstoffs auszulösen. Anders als seine Vorgänger legte Toerring Wert darauf, Ort und Zeit der Handlung sowie die Namen der handelnden Personen korrekt anzugeben; nach eigenen Angaben stützte er sich dafür auf die von Andreas Felix von Oefele 1763 zusammengestellten Rerum Boicarum Scriptores und die Stiftungsurkunden der Herzöge Ernst und Albrecht. Dabei verzichtete er aber nicht auf dichterische Freiheiten: Toerring verlegte große Teile der Handlung nach Vohburg und machte für die Hinrichtung der Bernauerin weitgehend den meist mit Heinrich Notthafft von Wernberg identifizierten Straubinger Vicedom verantwortlich, um so Ernst als Staatsoberhaupt von dieser Schuld zu entlasten. Das anonym erschienene Stück konnte in Toerrings Heimatstadt München zunächst nicht aufgeführt werden, da der bayerische Kurfürst Karl Theodor dort nach Joseph Marius von Babos Otto von Wittelsbach keine „vaterländischen Trauerspiele“ gestattete.

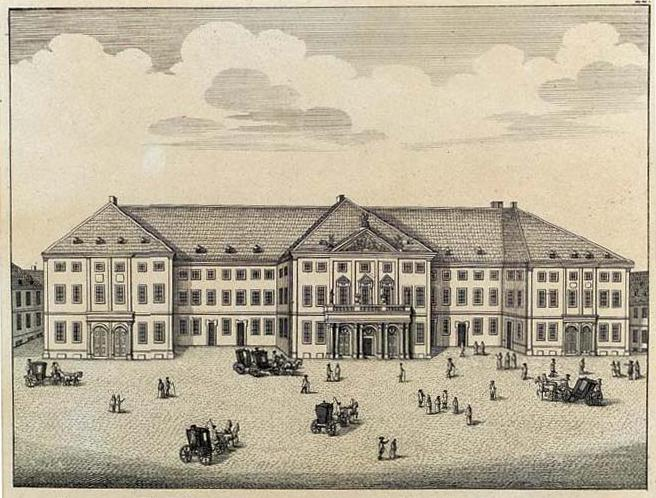
Toerrings Agnes Bernauerin wurde zuerst in Mannheim aufgeführt (Kupferstich von Joseph Sebastian und Johann Baptist Klauber, 1782)

In anderen deutschen Städten wurde Toerrings Agnes Bernauerin dafür umso erfolgreicher auf die Bühne gebracht: In Mannheim wurde das Stück 1781 neunmal, in Hamburg zwölfmal und in Berlin fünfzehnmal gespielt. Auch die Theater in Salzburg, Dresden und Leipzig zeigten die Bernauerin noch 1781. Die Figur des Vicedoms zog dabei den Hass vieler Zuschauer auf sich; um die erhitzten Gemüter zu beruhigen, wurde er in Hamburg und in der vom gebürtigen Straubinger Emanuel Schikaneder geleiteten Salzburger Inszenierung sogar mit in die Donau gestürzt. Die zeitgenössischen Kritiker beurteilten Toerrings Trauerspiel einhellig positiv, lediglich Anton von Klein monierte in seiner Rezension der Mannheimer Uraufführung die Verletzung der drei Einheiten des Aristoteles und die Verwendung von Prosa statt Versen. Weniger erfolgreich waren die französischen Bearbeitungen von Adrien-Chrétien Friedel, Pierre-Ulric Dubuisson und Jean-Baptiste de Milcent. Während Friedel Toerring weitgehend originalgetreu übersetzte, versuchte Dubuisson in seiner nur einmal gespielten Version, zumindest die Einheit des Ortes zu gewährleisten. Milcent versah seine Agnès Bernau sogar mit einem Happy End und ließ Ernst die Ehe zwischen Agnes und Albrecht gestatten.
Die englische Dichterin und Reiseschriftstellerin Mariana Starke ließ ihre Bearbeitung des Dramas, die 1803 unter dem Titel The Tournament in New York aufgeführt wurde, wie Milcent gut ausgehen, konnte aber ebenso wenig an Toerrings Erfolg anknüpfen wie ihre französischen Kollegen. Ähnliches gilt für die zahlreichen Stücke deutscher Autoren, die sich in den folgenden Jahren mit Agnes Bernauer beschäftigten. Bereits 1781 wurden das Singspiel Albert der Dritte von Bayern mit Musik von Georg Joseph Vogler und das Ballett Agnes Bernauerin von Franz Gleißner auf die Bühne gebracht, der 1790 noch ein gleichnamiges Melodram veröffentlichte. Gleißners Melodram erlebte zahlreiche (22) Aufführungen, die Musik dazu findet sich heute in der Hamburger Staats- und Universitätsbibliothek (Musikhandschriften: ND VII 466, früher MA/675 und ND VII 467, früher M A/2119). Auch die gleichnamige Burleske mit Gesang, travestirt in deutsche Knittelverse von Carl Ludwig Giesecke und komponiert von Ignaz von Seyfried, konnte sich nicht dauerhaft auf dem Spielplan halten. Das gleiche Schicksal erlitten Fortsetzungen von Toerrings Trauerspiel wie Joseph Anton von Destouches’ Die Rache Alberts III. und das vom österreichischen Dramatiker Tobias Frech von Ehrimfeld auf dieser Grundlage verfasste Schauspiel Albrechts Rache für Agnes.

### Historiker des 18. Jahrhunderts
Für die Historiker, die sich im 18. und 19. Jahrhundert mit Bayern und seiner Geschichte beschäftigten, blieb Agnes Bernauer sowohl vor als auch nach Toerring ein unverzichtbarer Bestandteil ihrer Werke. Auch in Anton Wilhelm Ertls vielfach aufgelegten Relationes Curiosae Bavariae durfte sie angesichts der ausführlichen Darstellung bei Adlzreiter/Vervaux nicht fehlen. Kritisch schrieb Ertl über die Beziehung zwischen Agnes und Albrecht: „Anno 1436 begabe  sich / daß […] Albrecht sich von der Schönheit Anna Bernauerin einer Augspurgischen Jungfer dergestalt bezaubert worden / daß er […] sich nicht entblödet / diese schöne Nympham […] mit ganz hitziger Lieb umfangen.“ Da der verliebte junge Herzog die Ratschläge seines Vaters nicht beachtet habe, habe man ihn „wiewohl auf eine gantz klägliche Weise / von dem Joch einer so mißanständigen Liebs-Sclaverey“ befreien müssen. Der Schriftsteller Heinrich Anselm von Ziegler und Kliphausen erklärte einige Jahre später, Ernst habe auf grausame Weise versucht, sein Haus „von der Verwandschafft eines Baders unbeflecket zu erhalten“, der Jesuit Ignatius Schwarz meinte 1731 sogar, Albrecht habe „das gerechte Vorgehen des Vaters“ später anerkannt.
Die Autoren der nächsten Jahre stützten sich mal auf Aventin, mal auf Adlzreiter/Vervaux und beschränkten sich in der Regel auf eine kurze Beschreibung der Ereignisse im Stil der frühneuzeitlichen Chronisten. Eigenständige Äußerungen finden sich in der Staatsgeschichte des Churhauses Bayern – die Hinrichtung sei ungerecht gewesen, „so lang gelindere Mittel vorhanden, muß man nicht auf das Aeußerste verfallen“ – und in der Allgemeinen Geschichte von Deutschland des Franzosen Joseph Barre, dem zufolge Albrecht vorher von der geplanten Hinrichtung gewusst, die Nachricht aber nicht ernst genommen habe. Pragmatisch äußerte sich 1759 Pater Daniel Stadler in seiner Bayrischen Geschichte zu bequemen Gebrauch zu Albrechts Eheschließung mit Anna von Braunschweig: „Sei dem wie ihm wolle, der Herr Vater gabe seinem Sohn geschwind eine Ehegemahlin, auf welche er seine Liebe vernünftig verwenden konnte.“

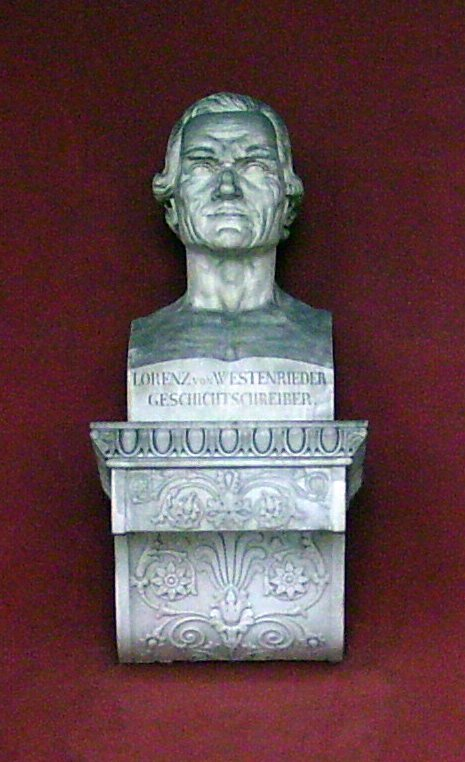
Lorenz von Westenrieder (Büste in der Ruhmeshalle)

Wesentlich ausführlicher als seine Vorgänger setzte sich Johann Heinrich von Falckenstein mit Leben und Tod der Bernauerin auseinander. In seiner 1763 veröffentlichten Vollständigen Geschichten des großen Herzogthums und ehemaligen Königreiches Bayern, in der sich wohl auch Joseph August von Toerring vor Abfassung seines Dramas informierte, verglich er detailliert die Berichte Aventins und Adlzreiters, dessen Verweis auf das Buch Numeri des Alten Testaments ihn nicht überzeugte. Falckenstein sah bei Herzog Albrecht eine größere Schuld als bei der „Plebeja“ Agnes Bernauer, der die Folgen einer unebenbürtigen Verbindung vielleicht gar nicht bewusst gewesen seien. Es habe auch andere Mittel gegeben, um das ungleiche Paar zu trennen, Agnes hätte an einen ihrem Geliebten nicht bekannten Ort, etwa in ein Kloster, gebracht werden können. Zudem sei ihre Ermordung mit der Gefahr verbunden gewesen, dass Albrecht aus Verzweiflung den Verstand verlieren oder sich das Leben hätte nehmen können.
Wie Falckenstein ging auch Lorenz von Westenrieder in seinen Schriften zur bayerischen Landesgeschichte auf Agnes Bernauer ein. Wohl in Anlehnung an Ladislaus Sunthaym ließ er sie aus Biberach an der Riß stammen und schrieb ihr zahlreiche positive Eigenschaften zu. Westenrieder nannte eine Eheschließung mit Albrecht „mehr als wahrscheinlich“ und setzte die Hinrichtung der Bernauerin abwechselnd 1435 und 1436 an. Skeptischer zeigte sich Abraham Wolfgang Küfners Almanach auf das Jahr 1788, der nur die Liebe zwischen Herzogssohn und Baderstochter, die Ablehnung des Vaters und die von diesem veranlasste Hinrichtung für gesichert hielt. Vor allem „die ihr angeschuldigte Hexerei“ wies er als „eine Erfindung neuerer […] Köpfe“ scharf zurück, Aventin habe davon nichts geschrieben. Der Wahre Überblick der Geschichte der bairischen Nation nahm dagegen eine Heirat zwischen Agnes und Albrecht als gegeben an und bezeichnete die Ertränkung in der Donau plakativ als „Rache des Hofes und des Adels für den Frevel, daß sich Bürgerblut mit Fürstenblut mischen wollte“.
Der erste Versuch einer wissenschaftlichen Agnes-Bernauer-Biografie stammte von Felix Joseph Lipowsky. Lipowsky wertete zwar zahlreiche Quellen aus, zitierte sie aber nicht immer korrekt und ließ auch viel Raum für die eigene Fantasie. Wohl inspiriert von Toerrings Trauerspiel beschrieb er eine durch keinerlei Belege gestützte, aber von späteren Autoren gern übernommene Hochzeit Agnes’ und Albrechts in Vohburg. Viele nur aus knappen Notizen der Chronisten bekannte Ereignisse ergänzte er um erfundene Details. Der Bernauer-Historiker Werner Schäfer urteilte 1995: „Die historische Abhandlung geriet fast zu einem Roman, zu einem streckenweise recht schwülstigen obendrein.“ Auch die Historiker Gottfried Horchler und Sigmund Riezler konnten Lipowskys Biografie nicht viel abgewinnen, die Dramatiker des 19. Jahrhunderts griffen dagegen – wahrscheinlich gerade wegen der Fülle an nicht immer belegten Details – oft darauf zurück.

### Dichter und Dramatiker des 19. Jahrhunderts

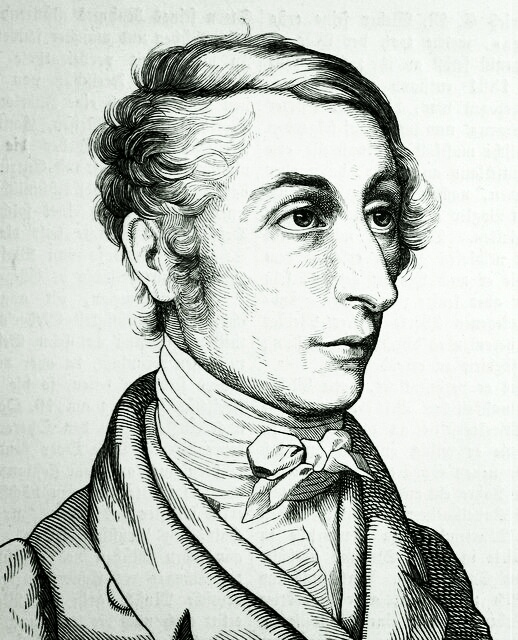
Carl Maria von Weber (aus Zweihundert deutsche Männer von Ludwig Bechstein)

Daneben blieb Joseph August von Toerrings Vorbild weiterhin wirksam. Carl Kluehne bearbeitete sein Drama, Carl Maria von Weber parodierte es in seinem Romanentwurf Tonkünstlers Leben und der französische Schriftsteller Henri Verdier de Lacoste imitierte es in La Fille du Baigneur d’Augsbourg. Erst 1821 wagte sich Julius Körner an eine eigenständige Bearbeitung des Bernauerstoffs, konnte damit aber seine Zeitgenossen nicht überzeugen. Auch die dialogisirte historische Novelle von Hermann Schiff, einem Cousin Heinrich Heines, war kein großer Erfolg. Besser aufgenommen wurden die drei Bernauer-Opern der 1830er Jahre: Die von Karl August Krebs komponierte große Oper Agnes Bernauer, deren Libretto August Lewald verfasst hatte, erhielt 1833 in Hamburg viel Beifall, das Melodramma Odda di Bernaver von Giovanni Emanuele Bidera und Giuseppe Lillo wurde immerhin 1837 im Teatro San Carlo in Neapel und 1840 im Teatro alla Scala in Mailand aufgeführt und Agnes Bernauer, the Maid of Augsburg von Thomas J. Serle und George Macfarren kam 1839 im Covent Garden in London zur Aufführung.
Neben Sachtexten und Dramen wurden im 19. Jahrhundert zahlreiche Erzählungen über die Bernauerin veröffentlicht. Zu den ersten zählten Die Schwalben von Friederike Lohmann und Der Engel von Augsburg von August Werg. Auch einige Gedichte erschienen, darunter 1833 eine Ballade nach der Volkssage verfasst des Straubinger Stadtgeschichtsschreibers Martin Sieghart und Drei Gedichte von Adalbert Müller. Die meisten Autoren, die über die Bernauerin schrieben, versuchten sich aber weiterhin an Bühnenstücken: Zwischen 1841 und 1847 verfassten der Übersetzer Ludwig Braunfels, der Schweizer Richter Franz Krutter, die französischen Dramatiker Jules-Édouard Alboize de Pujol und Paul Foucher, der Dichter Adolf Böttger und der Lehrer Franz Cornelius Honcamp Bernauerdramen. Der Schriftsteller Otto Ludwig entwarf bis 1864 sogar ein halbes Dutzend Stücke, die später Gegenstand mehrerer germanistischer Forschungsarbeiten wurden. Ludwig füllte über 2.700 Seiten mit seinen Entwürfen, die das Thema aus immer neuen Blickwinkeln beleuchteten, seinen eigenen Ansprüchen aber nie vollständig gerecht wurden.

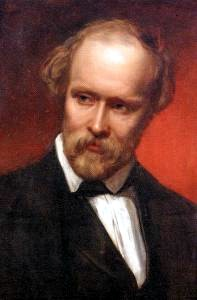
Friedrich Hebbel (Gemälde von Carl Rahl, 1851)

Die neben Toerrings Werk erfolgreichste dramatische Umsetzung des Bernauerstoffs gelang schließlich 1852 Friedrich Hebbel mit Agnes Bernauer. Hebbel zog für sein deutsches Trauerspiel in fünf Akten außer Toerring auch Lipowskys Biografie, Falckensteins Vollständige Geschichten und die Augsburger Stadtgeschichte des älteren Paul von Stetten heran. Im ersten Akt zeigte er Agnes’ Augsburger Umfeld und ihre erste Begegnung mit Albrecht im städtischen Tanzhaus, am Ende des zweiten Aktes war die Hochzeit zwischen beiden bereits beschlossene Sache. Im dritten Akt sahen die Zuschauer Herzog Ernst bei der Arbeit, Albrecht und Agnes in Vohburg sowie als Höhepunkt die Zurückweisung des jungen Herzogs beim Turnier in Regensburg. Der vierte Akt brachte die Unterzeichnung des Todesurteils durch Ernst und die Festnahme der Bernauerin in Straubing. Ihre Hinrichtung stellte Hebbel im fünften Akt nicht explizit dar, wohl aber die darauffolgenden Auseinandersetzungen zwischen Vater und Sohn, die er mit der Übergabe der Regierungsgewalt an Albrecht enden ließ.
Hebbels Agnes Bernauer war von Anfang an umstritten: Georg Herwegh warf dem Autor nach der Münchner Uraufführung vor, er habe in diesem Stück „des Unrechts nackte Klarheit […] als Recht gelehrt“, und riet ihm, die Schriftstellerei aufzugeben. Aufführungen in Weimar und Stuttgart fanden aber beim Publikum großen Anklang, Agnes Bernauer wurde Schullektüre und noch im 20. Jahrhundert oft gespielt. Ein so dauerhafter Erfolg war keinem von Hebbels unmittelbaren Nachfolgern vergönnt. Die Dramen von Melchior Meyr, Leo Goldammer, Hermann Eduard Jahn, Emanuel Hiel und Arnold Ott wurden zwar teils mehrfach aufgeführt, verschwanden aber bald wieder von den Bühnen. Auch von den vielen lyrischen und epischen Bearbeitungen aus der zweiten Hälfte des 19. Jahrhunderts konnten nur wenige eine zweite Generation von Lesern für sich gewinnen. Weder das umfangreiche Historisch-romantische Zeit- und Sittengemälde des Buchhalters Friedrich Wilhelm Bruckbräu noch das Lied der Liebe von Emil Seippel oder Adolf Sterns Novelle Das Fräulein von Augsburg wurden wie die Dramen Toerrings und Hebbels zu Klassikern.

### Historiker des 19. Jahrhunderts

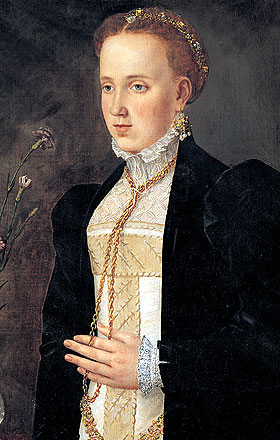
Philippine Welser um 1557 (zugeschrieben; Porträt im Kunsthistorischen Museum Wien, anonym)

Nicht nur zahlreiche Dichter, auch viele Historiker setzten sich im 19. Jahrhundert mit Agnes Bernauer auseinander. Sie beschränkten sich aber meist darauf, die kursierenden Bernauer-Legenden mehr oder weniger kritisch zusammenzufassen und um eigene Spekulationen zu ergänzen. So meinte Heinrich Zschokke in seiner Bairischen Geschichte, Herzog Albrecht „liebte die Weiber, weniger die Ehe“, habe aber für die ebenso schöne wie tugendhafte Agnes eine Ausnahme gemacht. Nach ihrem Tod habe er Anna von Braunschweig geheiratet, „lieben konnt’ er sie nicht“. Der Geschichtsprofessor Konrad Mannert schrieb 1826 nach einer kurzen Darstellung der Ereignisse und der Gründe für die Hinrichtung, „es war eine böse Handlung“, die „keiner der alten Erzähler mit irgend einem Zeichen des Beyfalls“ berichtet habe. Sein Kollege Andreas Buchner verzichtete auf eine persönliche Bewertung, glaubte aber zu wissen, dass Albrecht die Baderstochter „heimlich nach Vohburg geführt“ habe und sich später „an dem Vitzthum Nothhaft und den Räten, welche das Urteil zur Reife gebracht“, habe rächen wollen.
Wolfgang Menzel verglich Agnes Bernauer 1843 mit zwei Frauen, an denen im 15. Jahrhundert „ähnliche Greuel“ verübt worden seien: Anna von Nassau, die zweite Ehefrau des Grafen Philipp von Katzenelnbogen, sei vergiftet worden, um den alternden Grafen ohne männliche Erben sterben zu lassen (tatsächlich blieb es wohl bei dem Versuch), und Veronika von Teschenitz, die bürgerliche Ehefrau des Grafen Friedrich von Cilli, sei auf Befehl ihres Schwiegervaters Hermann und ihres Schwagers Kaiser Sigismund ertränkt worden. Menzel zufolge „[lernte man] diese Meuchelmorde […] in Italien, es war wälsche Praktik“, eine Erklärung, die aus der 1872 erschienenen 6. Auflage seiner Geschichte der Deutschen gestrichen wurde. Joseph von Hormayr sah im Taschenbuch für vaterländische Geschichte Parallelen zur Augsburgerin Philippine Welser, die 1557 Erzherzog Ferdinand von Österreich heiratete und ebenfalls „Engel“ genannt worden sei. Zum Tod der Bernauerin schrieb er, sie sei in Albrechts Abwesenheit „in seinem Schlosse zu Vohburg verrätherisch überfallen, nach Straubing vor ein ganz unbefugtes Blutgericht geschleppt, und als Hexe […] von der Donaubrücke gestürzt“ worden.
Auch die wittelsbachische Hausgeschichtsschreibung nahm sich Agnes Bernauers an: Joseph Heinrich Wolf machte sie in seinem Buch über Das Haus Wittelsbach zur „Uhrmacherstochter“, Johann Michael von Söltl ließ sie in Die Wittelsbacher mit ihren Zeitgenossen im Königreich Bayern als „Hexe“ und Franz Maria Brug in den Familienkriegen der Wittelsbacher von 1856 als „Zauberin, Giftmischerin und Verführerin“ Albrechts anklagen. Von „tragischen Ereignissen, hervorgebracht durch rohen Gewaltsinn“ sprach Johann Sporschil in seiner Geschichte der Deutschen, von einer nicht zu rechtfertigenden „That barbarischer Staatsraison“ der Kunsthistoriker Ernst Förster in seinen Denkmalen deutscher Baukunst. Weniger entrüstet, dafür sehr gut informiert zeigte sich Christian Meyer in seinem Aufsatz in der Gartenlaube von 1873, in dem er auch auf die Stiftungen der Herzöge Ernst und Albrecht und die Umbettung des Grabsteins in der Bernauer-Kapelle einging.

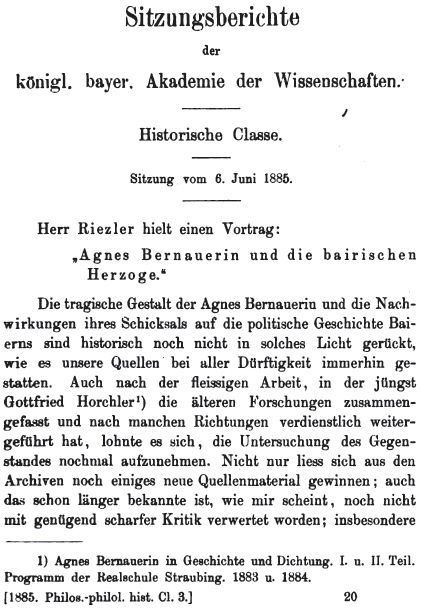
Riezlers Akademievortrag Agnes Bernauerin und die bairischen Herzoge, 1885

In den 1880er Jahren erschienen zwei immer noch grundlegende Arbeiten zu Agnes Bernauer, das Schulprogramm Agnes Bernauer in Geschichte und Dichtung von Gottfried Horchler und der Akademievortrag Agnes Bernauerin und die bairischen Herzoge von Sigmund Riezler. Horchler schrieb 1883 für die Königliche Realschule in Straubing die erste wirklich aus den Quellen gearbeitete Biografie der Bernauerin, die er um die Kaufurkunde von Aubing und die Stiftungsurkunden ergänzte. Ein Jahr später legte er einen Überblick über die literarischen Bearbeitungen des Bernauerstoffs von Es reiten drei Reiter zu München hinaus bis Otto Ludwig nach. Der Münchner Historiker und Archivar Sigmund Riezler las Horchlers Aufsätze und hielt eine weitere Untersuchung zu diesem Thema für lohnend. Bisherige Autoren seien zu unkritisch mit den Quellen umgegangen und hätten die zeitgenössischen Urkunden zugunsten der späteren Chronisten vernachlässigt. Riezler stellte deshalb alle einschlägigen Rechnungen und Briefe zusammen und unterzog sie einer genauen Prüfung. Eine heimliche Ehe zwischen Agnes und Albrecht hielt er für wahrscheinlich, ein förmliches Gerichtsverfahren wegen Zauberei für unwahrscheinlich und einen Rachekrieg des Sohnes gegen den Vater für ausgeschlossen.
Wilhelm Schreibers vier Jahre nach Riezlers Akademiebericht veröffentlichte Geschichte Bayerns berücksichtigte dessen Ergebnisse noch nicht, nahm aber ebenfalls eine „geheime Ehe“ an. Am Ende seiner mit erfundenen Details angereicherten Schilderung kam er zu dem Ergebnis, dass Agnes „Opfer dynastischer Interessen“ geworden sei und Albrecht sich „durch die Ehe mit Agnes mit einer schweren Schuld beladen“ habe. Mathieu Schwann machte 1891 in seiner Illustrierten Geschichte von Bayern „die Zeitverhältnisse und die Denkweise der Leute“ für Ernst „grauenhafte“ Tat verantwortlich und übte scharfe Kritik an Schreiber: „In welchem Chaos watet eine Denkweise, welche die Liebe Albrechts zu der Bernauerin heute noch als eine ‚schwere Schuld‘ bezeichnen kann.“ 1905 erschien noch ein weiterer Aufsatz von Christian Meyer, diesmal in Westermanns Monatsheften, in dem er sich zum Teil an Riezler anschloss, aber auch an einem Aufenthalt der Agnes in Vohburg und einer Anklage wegen Zauberei festhielt.

### Dramatiker und Romanautoren des 20. und 21. Jahrhunderts
Im Verlauf des 20. Jahrhunderts entwickelte sich das Schicksal Agnes Bernauers zu einem beliebten Stoff für Laien- und Freilichtspiele, deren Veranstalter oft auf das 1894 von Martin Greif veröffentlichte Trauerspiel Agnes Bernauer, der Engel von Augsburg zurückgriffen. Greif sah zahlreiche Sprechrollen und eine große Zahl von Statisten vor und kam auch mit viel Kitsch und Pathos den Anforderungen dieser als besonders volkstümlich eingeschätzten Aufführungsformen entgegen. Sein Stück wies zwar einige sprachliche und dramaturgische Schwächen auf, wartete aber mit der bisher wohl überzeugendsten Erklärung für die schnelle Versöhnung der Herzöge Ernst und Albrecht auf: Agnes habe ihrem Geliebten im Kerker einen Brief geschrieben, in dem sie ihn darum gebeten habe. Greifs Agnes Bernauer wurde unter anderem 1973 für die Freilichtbühne in Ötigheim und 2001 von Lenz Prütting für die Vohburger Agnes-Bernauer-Festspiele bearbeitet, die bis 2013 alle vier Jahre veranstaltet wurden. Für die Festspiele des Jahres 2009 verfasste Isabella Kreim ein neues Stück.

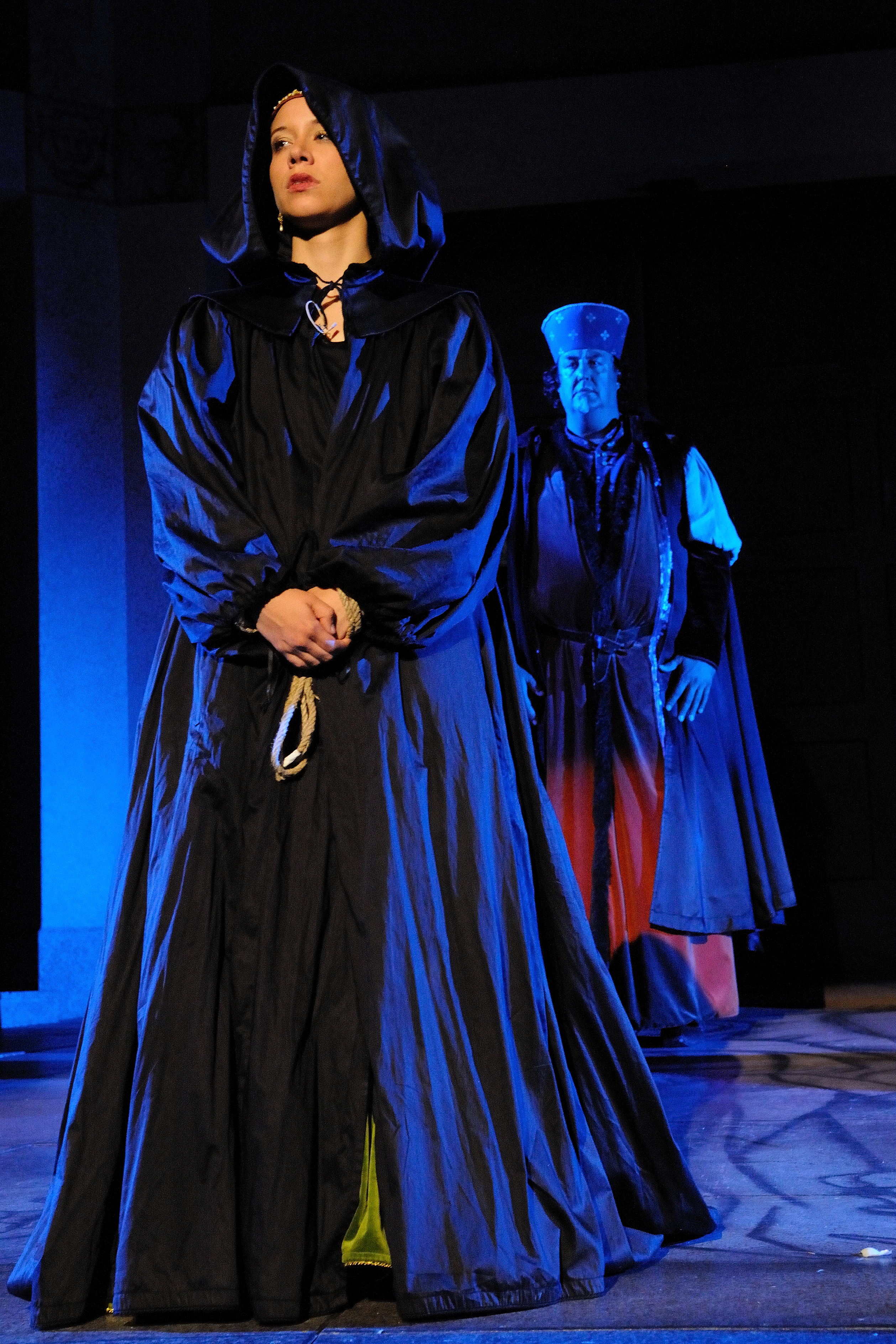
Agnes vor dem Richter (Agnes-Bernauer-Festspiele Straubing, 2011)

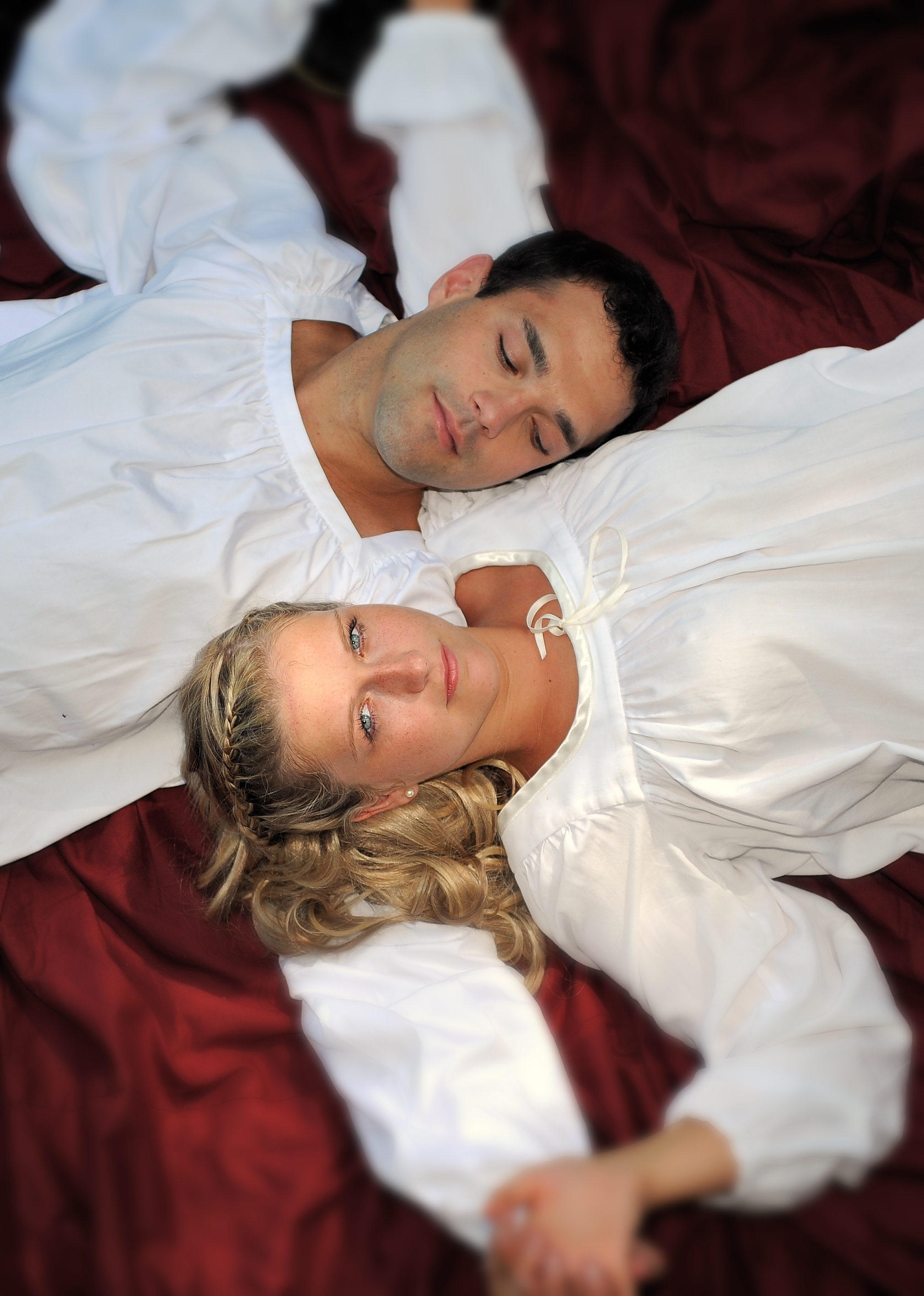
Das Herzogspaar der Agnes-Bernauer-Festspiele 2015

In Straubing kamen schon seit 1790 immer wieder Bernauerdramen zur Aufführung, darunter die Trauerspiele von Toerring, Meyr und Greif. Auch die Tragödie Herzogin Agnes von Paul Langenscheidt, dem Sohn des Wörterbuchpioniers Gustav Langenscheidt, wurde gespielt. Zum 500. Todestag Agnes Bernauers 1935 verfasste der örtliche NSDAP-Kreiskulturwart Eugen Hubrich, der bereits für den Further Drachenstich und die 900-Jahr-Feier der Stadt Amberg Freilichtspiele geschrieben hatte, Die Agnes Bernauerin zu Straubing. Hubrich, nach eigenen Angaben „Nationalsozialist aus Idealismus […] aber auch mit Begeisterung“, wollte mit seinem Stück nicht nur den Tourismus ankurbeln, sondern auch der nationalsozialistischen Kunstauffassung gerecht werden. Seine Intention beschrieb er ganz im Stil der Zeit: „Die Ururenkel sollen so fühlen wie ihre Ahnen am gleichen Platze gefühlt haben, aber sie sollen dazu erkennen, daß Agnes ein Volksopfer war, das vom grausamen Mittelalter verschlungen wurde, das aber in Reinheit auferstehen kann in der glücklichen Zeit, die die Erneuerung des Blutes und der Sitte vom Volk her aus dem Urborn des Lebens verwirklicht.“
Während die Verantwortlichen der Straubinger Festspiele nach 1945 mit immer neuen Überarbeitungen versuchten, Hubrichs vieraktige Bernauerin zu Straubing zu straffen, sprachlich zu modernisieren und von völkischem Gedankengut zu befreien, schrieb der mit den bisherigen Bearbeitungen des Themas ebenfalls unzufriedene Komponist und Dramatiker Carl Orff seine eigene Bernauerin. Orffs 1947 uraufgeführtes bairisches Stück bediente sich einer bairischen Kunstsprache; die Orchesterbegleitung war rhythmisch-impulsiv und forderte zahlreiche Schlaginstrumente. Die Bernauerin wurde 1958 für das Fernsehen verfilmt, 1980 zu einem Hörspiel verarbeitet und in Augsburg, München und Straubing im Freien aufgeführt. Sie war regelmäßig Bestandteil der Carl Orff-Festspiele Andechs, wo sie zuletzt 2013 auf dem Spielplan stand.
Die Agnes-Bernauer-Festspiele in Straubing, deren langjähriger Regisseur Hans Vicari gern ebenfalls die Orff’sche Bernauerin aufgeführt hätte, beauftragten 1994 nach langen Diskussionen und einem Autorenwettbewerb, der ohne eindeutiges Ergebnis geblieben war, Johannes Reitmeier und Thomas Stammberger mit der Erstellung eines neuen Stücks. Seit 1995 wurde Agnes Bernauer. Ein Historienspiel in 15 Bildern wie zuvor Die Agnes Bernauerin zu Straubing alle vier Jahre im Innenhof des Straubinger Herzogsschlosses aufgeführt, 2003, 2007 und 2011 übernahm (Mit-)Autor Johannes Reitmeier auch die Regie. 2011 und 2015 wurde ein Stück in zwölf Bildern gespielt, das wiederum aus Reitmeiers Feder stammte. Der Text für die Festspiele 2019 wurde von Teja Fiedler verfasst.
Damit ist Orffs Bernauerin die einzige dramatische Bearbeitung des Agnes-Bernauer-Stoffs aus dem 20. Jahrhundert, die noch regelmäßig gespielt wird. Den Dramen von Alfred Putzel, Katharina Rademacher, Franz Servaes, Rosmarie Menschick, Eduard Reinacher und Franz Xaver Kroetz war kein dauerhafter Erfolg beschieden. Auch die 1901 veröffentlichte Ballade Agnes Bernauerin von Agnes Miegel sowie die Filme Le Jugement de Dieu (deutsch als Agnes Bernauer) und Les amours célèbres (deutsch als Galante Liebesgeschichten) – letzterer mit Brigitte Bardot als Agnes und Alain Delon als Albrecht – sind heute nur noch Liebhabern ein Begriff.
Bis zum Ende des 19. Jahrhunderts versuchten viele Schriftsteller, die sich mit Agnes Bernauer befassten, in ihren Texten den Eindruck zu vermitteln, sie würden historische Ereignisse in irgendeiner Weise authentisch darstellen. Noch die jeweils mit Der Engel von Augsburg überschriebenen Erzählungen von Arthur Achleitner und Karl Allmendinger standen in dieser Tradition. Bei Julius Bernburgs 1924 erschienenem Agnes-Bernauer-Roman Agnes Bernauer, das Opfer treuer Liebe stand dann aber eindeutig der unterhaltende Aspekt im Vordergrund, bei den nach 1933 schreibenden Autoren Paul Timpe, Albert Liebold und Hans Karl Meixner traten vor allem bei der Rechtfertigung der Hinrichtung Elemente nationalsozialistischer Ideologie hinzu. Meixners Agnes Bernauer. Ein Leben voll Liebe und Leid erlebte 1949 in nur wenig veränderter Form eine Neuauflage, sonst wagte sich in der Nachkriegszeit aber zunächst kaum ein Romanautor an das Thema Agnes Bernauer. Erst in den 1990er Jahren erschienen mit Agnes Bernauer. Hexe, Hure, Herzogin von Manfred Böckl und Agnes Bernauer und ihr Herzog von Richard Wunderer wieder zwei relativ erfolgreiche belletristische Werke.

### Neuere Historiker und Theaterwissenschaftler

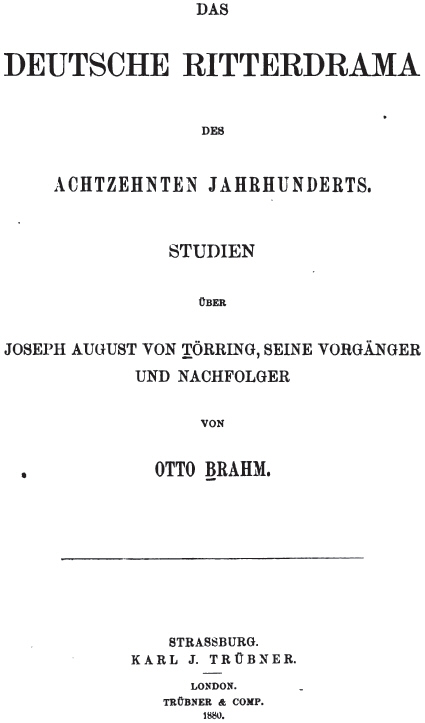
Otto Brahms Das deutsche Ritterdrama des achtzehnten Jahrhunderts

Das Schicksal der Bernauerin hatte bereits seit mehr als vier Jahrhunderten die Fantasie der verschiedensten Autoren angeregt, als 1880 mit Otto Brahms Aufsatz Das deutsche Ritterdrama des achtzehnten Jahrhunderts die wissenschaftliche Auseinandersetzung mit den Produkten ihrer Vorstellungskraft begann. Brahm nahm die Dramen Toerrings genauer unter die Lupe, Julius Petri ging 1892 in seiner Dissertation Der Agnes-Bernauer-Stoff im deutschen Drama vor allem auf Otto Ludwig ein und Julius Sahr zeigte sich um die Jahrhundertwende begeistert von Martin Greifs Agnes Bernauer, der Engel von Augsburg. Einen Überblick über die bisher veröffentlichten Bearbeitungen des Bernauerstoffs boten Albert Geßler und August Prehn in ihren Gymnasialprogrammen Zur Dramaturgie des Bernauerstoffs und Agnes Bernauer in der deutschen Dichtung. Geßler stellte außerdem auf der 49. Versammlung deutscher Philologen und Schulmänner 1908 Franz Krutters in diesem Jahr neu herausgegebenes Trauerspiel vor.
Besonders häufig war Friedrich Hebbels Agnes Bernauer Gegenstand wissenschaftlicher Untersuchungen. Elise Dosenheimer behandelte 1912 Friedrich Hebbels Auffassung vom Staat und sein Trauerspiel „Agnes Bernauer“, Karl Schultze-Jahde unternahm 1925 eine Motivanalyse von Hebbels „Agnes Bernauer“ und Karl Schramm promovierte 1933 über Hebbels Agnes Bernauer auf der deutschen Bühne. Da Hebbels Stück oft als Schullektüre zum Einsatz kam, wurden auch mehrere Erläuterungsbücher veröffentlicht, in denen die Schüler nachlesen konnten, wie sie es zu verstehen hatten. Hermann Glaser und Karl Pörnbacher ordneten es mit ihren Materialsammlungen Agnes Bernauer. Dichtung und Wirklichkeit und Agnes Bernauer. Erläuterungen und Dokumente schließlich in einen größeren Zusammenhang ein. Zuletzt erschien neben Aufsätzen zu Detailfragen wie Hebbels Agnes Bernauer – Rezeption der Hexenthematik von Christa Tuczay das Radiofeature „Senke scheu die feile Feder“. Die Uraufführung von Friedrich Hebbels „Agnes Bernauer“ geriet zum Skandal von Monika Schattenhofer.
In den letzten Jahren versuchten einige Autoren, ihren Lesern einen Überblick über das Leben und die literarische Behandlung Agnes Bernauers zu vermitteln, darunter Karl Pörnbacher in Agnes Bernauer. Literatur und Wirklichkeit, Dietz-Rüdiger Moser mit seinem Vortrag Liebe, Leid und Tod der bayerischen Antigone, Karin Springer in ihrer Magisterarbeit mit dem Titel Historia und Narratio und Eberhard Dünninger mit Agnes Bernauer in der Literatur. Am ausführlichsten geriet 1995 der Band Agnes Bernauer. Geschichte – Dichtung – Bild, verfasst von Werner Schäfer, der 1987 bereits eine umfangreiche populärwissenschaftliche Biografie der Bernauerin veröffentlicht hatte. Der Schriftsteller Herbert Rosendorfer und die Mediävistin Claudia Märtl fassten sich deutlich kürzer, warteten dafür aber mit einigen interessanten Ideen auf. Rosendorfer vermutete, Albrecht habe erwartet, vielleicht sogar gehofft, dass sein Vater Agnes aus dem Weg räumen werde, Märtl interpretierte die vorliegenden Quellen dahingehend, dass er Agnes nicht in Augsburg, sondern in München kennengelernt habe.
Neben Hebbel und Otto Ludwig gerieten nach ihrer Wiederaufnahme 1952 auch die Straubinger Agnes-Bernauer-Festspiele in den Fokus des wissenschaftlichen Interesses. Vor allem die Professoren der Universität Regensburg und der Ludwig-Maximilians-Universität München vergaben immer wieder Zulassungs-, Diplom- und Magisterarbeiten zu diesem Thema. Zudem wurden seit 1995 jeweils in den Festspieljahren Bücher veröffentlicht, die Agnes Bernauer oder die Straubinger Festspiele behandeln. Auf Schäfers Agnes Bernauer. Geschichte – Dichtung – Bild folgte 1999 das von Alfons Huber zusammengestellte Quellen- und Lesebuch Agnes Bernauer im Spiegel der Quellen, Chronisten, Historiker und Literaten und 2003 wiederum von Werner Schäfer Agnes Bernauer in Straubing. Das Festspiel – der Festspielverein, ein Überblick über die Geschichte des Festspielvereins und des Festspieltexts. Im Festspieljahr 2007 erschienen Agnes Bernauer. Die ermordete ‚Herzogin‘ von Marita Panzer und Agnes Bernauer Festspiele. Auf, hinter und rund um die Bühne von Ulli Scharrer. Zu den Festspielen 2015 wurde Wer war Agnes Bernauer? von Dorit-Maria Krenn und Werner Schäfer veröffentlicht.
In seinen 2023 erschienenen Erinnerungen nahm das Familienoberhaupt der Wittelsbacher, Franz Herzog von Bayern, Bezug auf die noch immer bestehende Popularität des Stoffes: „Das Haus Wittelsbach war an vielen Prozessen und Ereignissen im Land beteiligt. Vielleicht wurde ich auch deshalb häufig zu lokalhistorischen Ausstellungseröffnungen eingeladen. Sehr oft, ich möchte nicht sagen wie oft, gehörte dazu eine kleine Festaufführung. Und es ging zumeist um die Agnes Bernauer, die wir ertränkt haben. Die habe ich immer wieder in irgendeiner Form präsentiert bekommen und dabei fast eine Art von stillem Vergnügen empfunden.“

### Agnes Bernauer als Namenspatronin

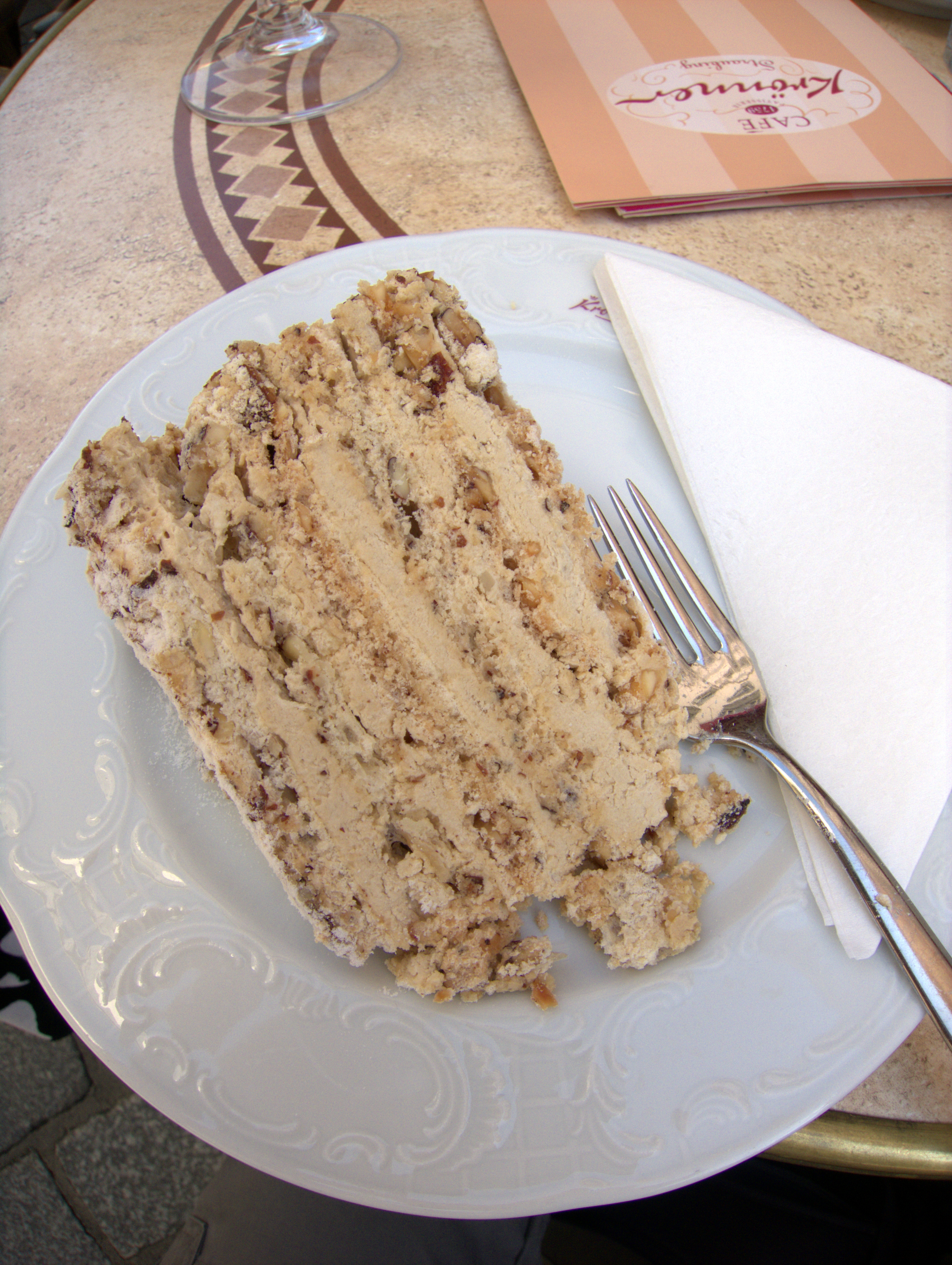
Ein Stück Agnes-Bernauer-Torte

Zeitweise trugen verschiedene ICE-Verbindungen den Namen Agnes Bernauer. Auch die Agnes-Bernauer-Straße in München, die Agnes-Bernauer-Brücke in Straubing, die Lilienhybride Agnes Bernauer und eine Realschule in Augsburg sind nach ihr benannt. Zudem kreierte ein Café mit Konditorei in Straubing die Agnes-Bernauer-Torte.